# Gemenele, Brăila
Gemenele este satul de reședință al comunei cu același nume din județul Brăila, Muntenia, România.